# Ilja Nikolajewitsch Brysgalow
Ilja Nikolajewitsch Brysgalow (russisch Илья Николаевич Брызгалов; * 22. Juni 1980 in Toljatti, Russische SFSR) ist ein russischer Eishockeytorwart, der zuletzt bis zum Ende der Saison 2014/15 bei den Anaheim Ducks in der National Hockey League unter Vertrag stand.

## Karriere
Ilja Brysgalow begann seine Karriere in seiner Heimatstadt beim HK Lada Toljatti, für dessen zweite Mannschaft er ab 1997 in der drittklassigen Perwaja Liga aktiv war. In der Saison 1998/99 kam Brysgalow verstärkt zu Einsatzzeiten und absolvierte insgesamt 20 Spiele. Zu Beginn der folgenden Saison gehörte er als dritter Torhüter hinter Jewgeni Rjabtschikow und Vincent Riendeau zum Kader der ersten Mannschaft. Um mehr Spielpraxis zu erlangen, wurde er an den HK Spartak Moskau aus der zweitklassigen Wysschaja Liga ausgeliehen. Für Spartak absolvierte er zehn Partien mit einem Gegentorschnitt von 2,10. Aufgrund der dort gezeigten Leistungen erhielt er vom Nationaltrainer Alexander Jakuschew, der auch Trainer bei Spartak war, eine Einladung für das Trainingslager der Nationalmannschaft.
Am Ende der Saison erhielt er die Chance, als zweiter Torhüter hinter Riendeau in der Superliga zu fungieren. Er absolvierte 13 Superliga-Partien mit einem Gegentorschnitt von 1,38. Aufgrund der gezeigten Leistungen wurde er während des NHL Entry Draft 2000 von den Mighty Ducks of Anaheim in der zweiten Runde an 44. Position ausgewählt. Nach dem Entry Draft blieb er trotz eines Angebots seitens der Mighty Ducks noch ein weiteres Jahr in seiner Heimat und etablierte sich als Stammtorhüter von Lada Toljatti.

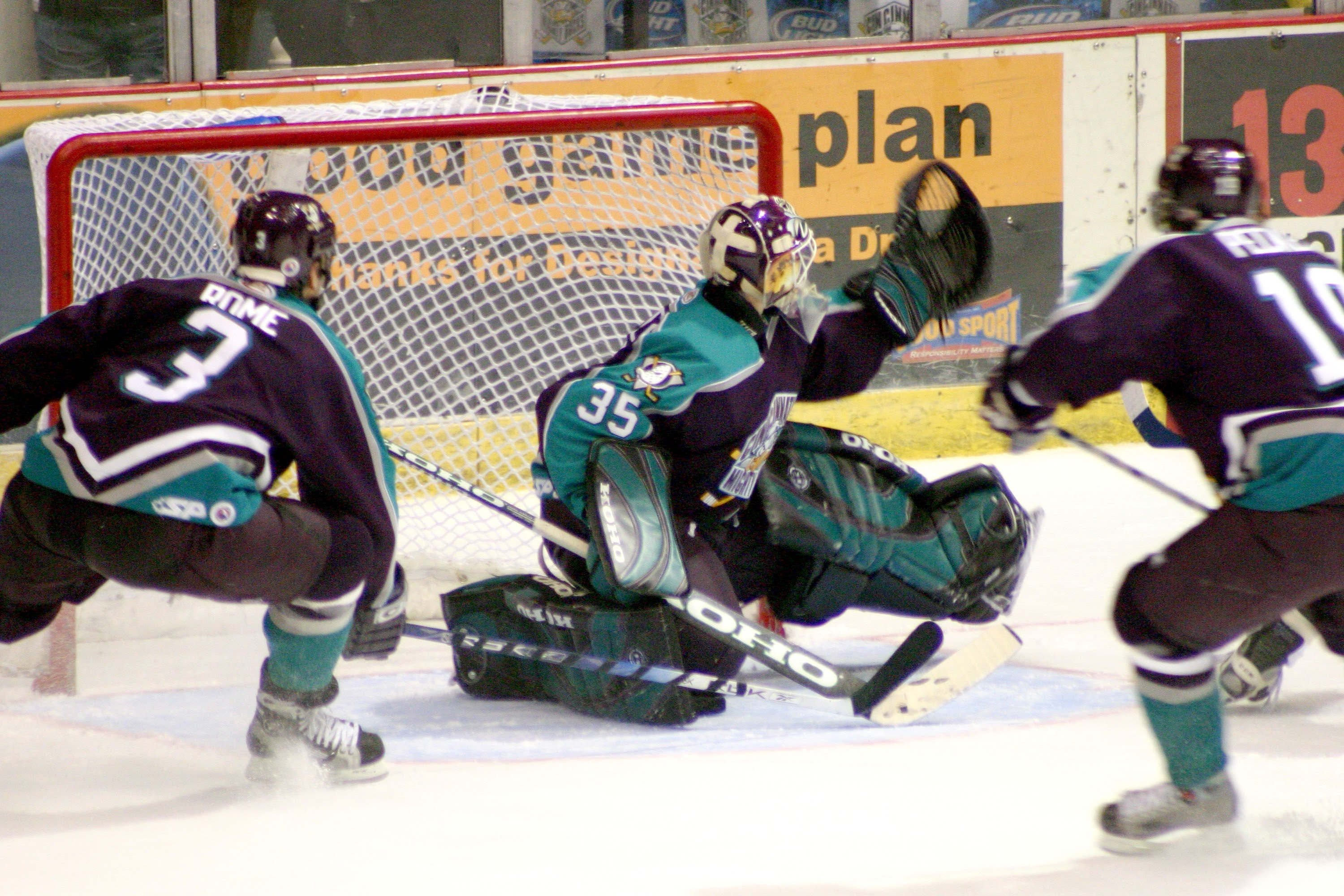
Ilja Brysgalow im Tor der Cincinnati Mighty Ducks

Zu Beginn der Saison 2001/02 ging er in die Vereinigten Staaten zu den Cincinnati Mighty Ducks, dem Farmteam der Mighty Ducks of Anaheim, in die American Hockey League, wo er erstmal Erfahrung sammeln sollte. In derselben Saison kam er auch erstmals in der National Hockey League zum Einsatz und hütete in einem Spiel das Tor der Kalifornier für 32 Minuten. Das war für die folgenden zweieinhalb Jahre sein einziger Einsatz in der National Hockey League. Im März der Saison 2003/04 wurde er in der NHL erneut eingesetzt und absolvierte diesmal die kompletten 60 Minuten, die mit einem Sieg endeten. In der Saison folgte kein weiterer Einsatz für die Mighty Ducks in der NHL und so wurde er zurück ins Farmteam nach Cincinnati beordert. Nach der Saison wurde der bisherige zweite Torhüter Martin Gerber von Anaheim nach Carolina transferiert und somit war nun Platz für Brysgalow im NHL-Kader. Ein Lockout sorgte für den Ausfall der Saison 2004/05. Im Gegensatz zu den meisten Profis wechselte er in der Zeit nicht nach Europa, sondern spielte weiter in der AHL bei den Cincinnati Mighty Ducks.
In der Saison 2005/06 lief wieder der normale NHL-Spielbetrieb und Brysgalow wurde ein fester Teil der Mighty Ducks of Anaheim. In der regulären Saison der NHL absolvierte er 31 Spiele, blieb aber weiterhin die Nummer 2 hinter Jean-Sébastien Giguère. In den Playoffs verdrängte er Giguère, der aufgrund einer Verletzung nur mäßige Leistung brachte, und war der herausragende Mann seines Teams.

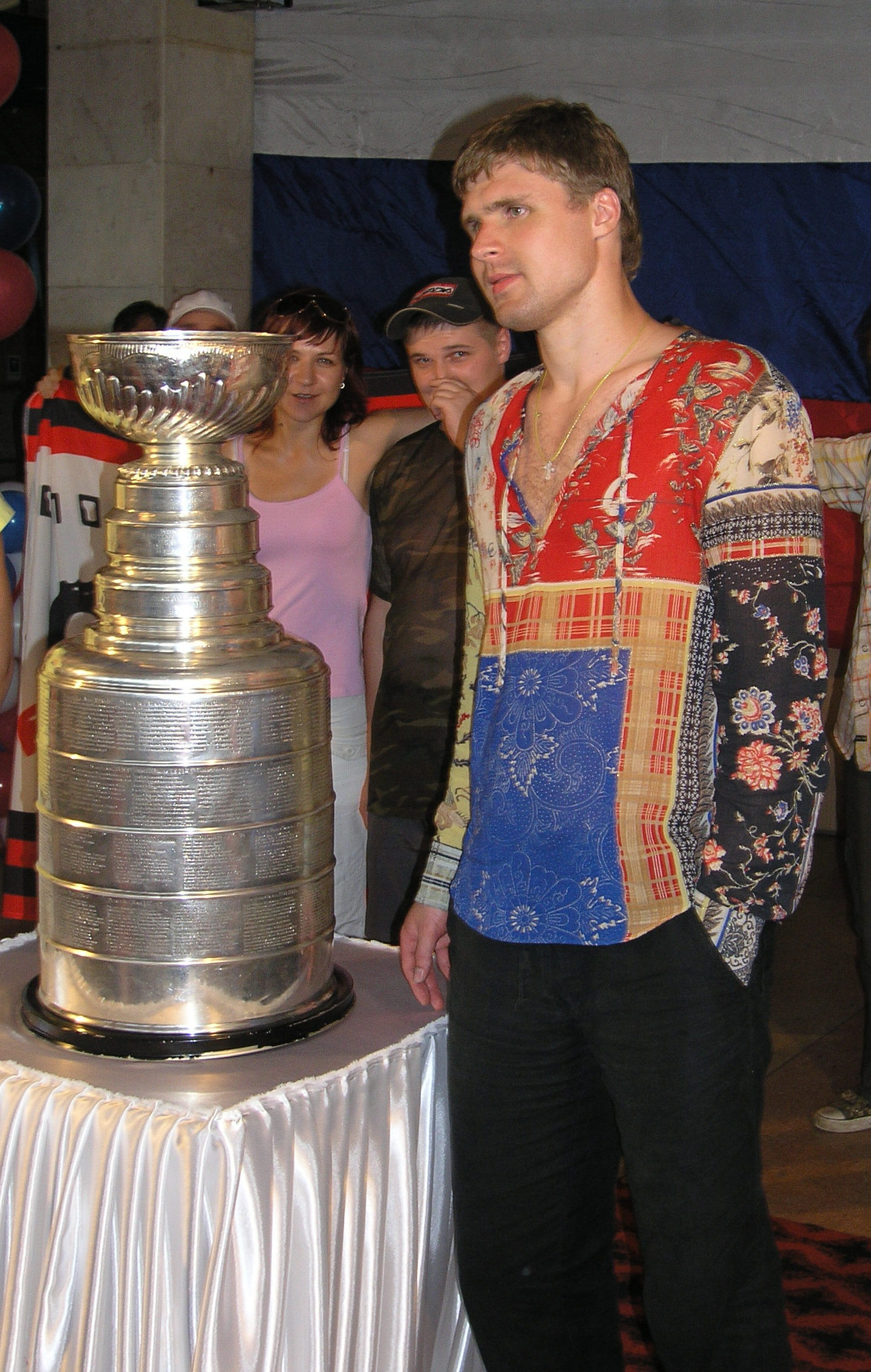
Brysgalow mit dem Stanley Cup

Der Russe schaffte als erster Rookie in der Geschichte der NHL drei Shutouts in den Playoffs in Folge und blieb insgesamt 249 Minuten und 15 Sekunden ohne Gegentor, was die zweitlängste, jemals in den Playoffs aufgezeichnete Serie darstellt. Damit war er maßgeblich am Western Conference-Finaleinzug der Mighty Ducks beteiligt, wo sein Team an den Edmonton Oilers scheiterte. Zu Beginn der Saison 2006/07 war Giguère wieder die Nummer eins. Als Ersatztorhüter kam er auf insgesamt 27 Einsätze. In den Playoffs hütete Brysgalow in drei Spielen das Tor der Kalifornier, ehe er im vierten Spiel gegen die Minnesota Wild eine 1:4-Niederlage kassierte und erneut durch Giguère abgelöst wurde. Die Ducks zogen ins Finale ein und gewannen schließlich den Stanley Cup.
In der Saison 2007/08 stand Brysgalow anfangs erneut im Tor, da sich Giguère von einer Operation erholen musste, doch nach wenigen Wochen war der Russe abermals Ersatztorwart. Am 16. November 2007 wurde Brysgalow von den Anaheim Ducks auf die Waiver-Liste gesetzt, da General Manager Brian Burke kein neues Team für ihn gefunden hatte, ihm aber dennoch einen Wechsel ermöglichen wollte. Am Tag darauf wurde er von den Phoenix Coyotes von der Waiver-Liste verpflichtet und bestritt noch am selben Nachmittag das erste Spiel, in dem er einen Shutout verbuchte. Brysgalow zeigte auch im weiteren Saisonverlauf gute Leistungen und unterschrieb im Januar 2008 bei den Coyotes einen ab der Saison 2008/09 gültigen Dreijahresvertrag im Wert von 12,75 Millionen US-Dollar. In der Spielzeit 2009/10 qualifizierten sich die Phoenix Coyotes erstmals seit 2002 für die Play-offs. Brysgalow erreichte in dieser Spielzeit 42 Siege, konnte das Erstrunden-Aus der Coyotes gegen die Detroit Red Wings aber nicht verhindern. In der Saison darauf trafen die Coyotes erneut in der ersten Runde auf die Red Wings. Der Torhüter konnte seine guten Leistungen aus der regulären Saison nicht abrufen und die Coyotes schieden nach einer 0:4-Niederlage in der Best-of-Seven-Serie aus.
Am 7. Juni 2011 wurde er in einem Tauschhandel für Matt Clackson, einem Drittrunden-Wahlrecht im NHL Entry Draft 2012 und einem leistungsbedingten Wahlrecht an die Philadelphia Flyers abgegeben. Etwa zwei Wochen später einigte sich der Russe auf ein langfristiges Kontraktverhältnis mit den Philadelphia Flyers und unterzeichnete einen Vertrag mit einer Laufzeit von neun Jahren bis 2020, der ihm rund 51 Millionen US-Dollar garantieren sollte. Im Juni 2013 wurde sein Kontrakt von den Flyers jedoch frühzeitig ausbezahlt (buy out), nachdem wenige Tage zuvor ebenfalls Daniel Brière aus seinem Vertrag entlassen worden war.
Im November desselben Jahres unterschrieb der Russe einen Einjahresvertrag bei den Edmonton Oilers. Nach 2 Einsätzen bei den Oklahoma City Barons in AHL gab er sein Debüt für die Oilers am 29. November 2013 gegen die Nashville Predators.
Brysgalow wurde am 5. März 2014 für ein Vierrunden-Wahlrecht des NHL Entry Draft 2014 zu den Minnesota Wild transferiert. Diese verlängerten seinen im Juli 2014 auslaufenden Vertrag nicht, sodass er fortan als Free Agent auf der Suche nach einem neuen Arbeitgeber war. Im Dezember 2014 kehrte er zu den Anaheim Ducks zurück, wo er seine NHL-Karriere begonnen hatte, und unterschrieb dort einen Einjahresvertrag. Die Ducks reagierten damit auf die Verletzungen ihrer beiden Torhüter John Gibson und Jason LaBarbera.
Im Februar 2015 kehrten die verletzten Torhüter zurück, sodass Brysgalow über den Waiver in die AHL geschickt werden sollte. Daraufhin trafen die Ducks und der Russe eine Übereinkunft, die es ihm erlaubte, zu seiner Familie zurückzukehren, nicht mehr für die Ducks zu spielen und den bestehenden Vertrag auslaufen zu lassen.

### International
Brysgalow vertrat sein Heimatland sowohl im Junioren- als auch Seniorenbereich bei internationalen Titelkämpfen. Erstmals spielte der Torhüter bei der U20-Junioren-Weltmeisterschaft 2000 für Russland. Dort bildete er zusammen mit Alexei Wolkow das Torhütergespann. Das gute Spiel der beiden führte dazu, dass die Russen die Bronzemedaille gewannen. Brysgalow selbst beendete das Turnier mit der höchsten Fangquote und dem geringsten Gegentorschnitt.

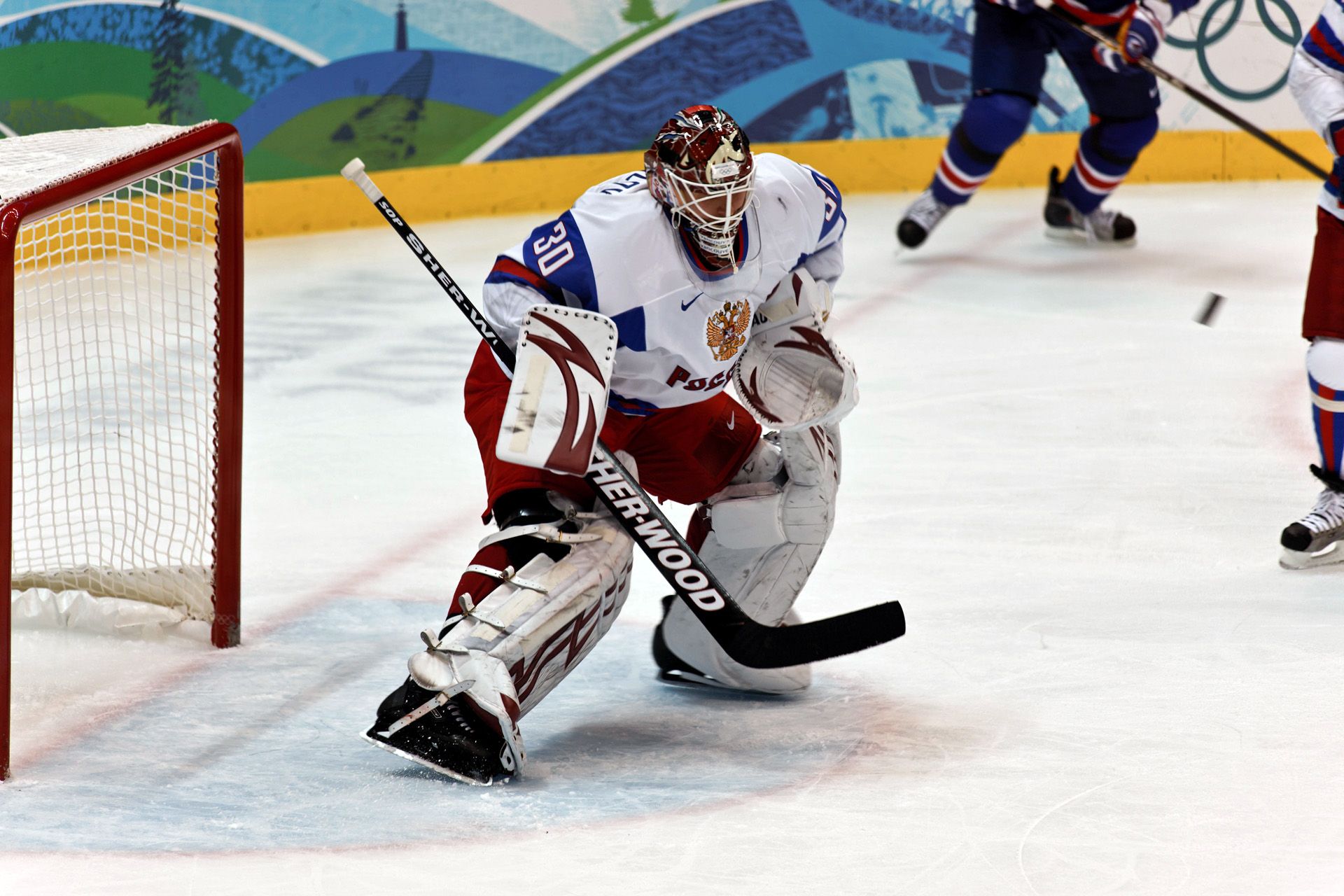
Ilja Brysgalow bei den Olympischen Winterspielen 2010

Die Leistungen bei der U20-WM bescherten dem Torwart noch im selben Jahr die Nominierung für die Herren-Weltmeisterschaft im eigenen Land, die Russland auf einem enttäuschenden elften Rang abschloss. Trotz seines jungen Alters absolvierte er mehr Partien als der dreieinhalb Jahre ältere Jegor Podomazki. Mit selbigem gehörte er neben Nikolai Chabibulin zu den drei Schlussmännern, die dem Kader für die Olympischen Winterspiele 2002 in Salt Lake City angehörten. Obwohl Chabibulin sämtliche sechs Spiele der Russen absolvierte, erhielt Brysgalow am Turnierende die Bronzemedaille. Beim World Cup of Hockey 2004 führte der Russe das Team erstmals als unangefochtener Stammtorhüter an. Er bestritt drei der vier Spiele Russlands, das im Viertelfinale an den Vereinigten Staaten scheiterte. Mit ihm standen Maxim Sokolow und Alexander Fomitschow als weitere Torhüter im Kader. Bei den Olympischen Winterspielen 2006 in Turin füllte Brysgalow hinter Jewgeni Nabokow wieder die Rolle des Back-ups aus. So kam er auf lediglich einen Einsatz im Verlauf der Winterspiele. Erst bei der Weltmeisterschaft 2009 etablierte sich der Schlussmann endgültig im russischen Tor, als er der Sbornaja bei der Verteidigung des Weltmeistertitels half. Es war zugleich Brysgalows größter internationaler Erfolg. Ein Jahr später füllte er bei den Olympischen Winterspielen 2010 in Vancouver hinter Nabokow wieder die Rolle des Ersatzmanns aus.

## Erfolge und Auszeichnungen
- 2007 Stanley-Cup-Gewinn mit den Anaheim Ducks
- 2010 NHL Second All-Star Team
- 2012 NHL-Spieler des Monats März

### International
- 2000 Silbermedaille bei der U20-Junioren-Weltmeisterschaft
- 2002 Bronzemedaille bei den Olympischen Winterspielen
- 2009 Goldmedaille bei der Weltmeisterschaft

## Karrierestatistik
Stand: Ende der Saison 2014/15

### International
Vertrat Russland bei:
| - U20-Junioren-Weltmeisterschaft 2000 - Weltmeisterschaft 2000 - Olympischen Winterspielen 2002 - World Cup of Hockey 2004 | - Olympischen Winterspielen 2006 - Weltmeisterschaft 2009 - Olympischen Winterspielen 2010 |

(Legende zur Torhüterstatistik: GP oder Sp = Spiele insgesamt; W oder S = Siege; L oder N = Niederlagen; T oder U oder OT = Unentschieden oder Overtime- bzw. Shootout-Niederlage; Min. = Minuten; SOG oder SaT = Schüsse aufs Tor; GA oder GT = Gegentore; SO = Shutouts; GAA oder GTS = Gegentorschnitt; Sv% oder SVS% = Fangquote; EN = Empty Net Goal; 1 Play-downs/Relegation; Kursiv: Statistik nicht vollständig)